# Mabel Itzcovich
Mabel Itzcovich  (Rosario, provincia de Santa Fe 15 de octubre de 1927 - Buenos Aires, 29 de mayo de 2004) fue una crítica de cine argentina de larga trayectoria en su país, pionera del periodismo cinematográfico, cineasta, autora de documentales, docente.

## Actividad profesional
Aficionada al cine, frecuentó el ambiente cinéfilo de principios de la década de 1950 y obtuvo una beca para estudiar cine en el Institut des hautes études cinématographiques (Idhec) de París. En el viaje conoció a Simón Feldman con quien se casó más adelante. Itzcovich cofundó el Seminario de Cine de Buenos Aires, que se inspiró en el programa de estudios francés, y participó con Feldman de otros proyectos vinculados al cine, tales como la Asociación de Realizadores de Cortometrajes, la Asociación de Cronistas Cinematográficos de la Argentina, de su revista, Cuadernos de Cine; de las publicaciones Cinecrítica y Tiempo de Cine, siendo una de las primeras mujeres que ejercieron la crítica cinematográfica en la Argentina.
Mabel Itzcovich dirigió el cortometraje De los abandonados, sobre los métodos terapéuticos usados en los hospitales pediátricos de Buenos Aires y el mediometraje Soy de aquí, ambos del género documental. En 1964 coguionó la película El ojo que espía, que dirigió Leopoldo Torre Nilsson y al año siguiente ingresó como redactora jefa de la revista Extra. 
Tras el golpe militar de 1976, Laura Isabel Feldman, una de las dos hijas que Itzcovich tuvo con Simón Feldman, fue secuestrada en la pensión en la que vivía, en el barrio de Once. Permaneció desaparecida hasta abril de 2009, momento en el que, mediante estudios genéticos, el Equipo Argentino de Antropología Forense (EAAF) pudo identificar sus restos, entre cadáveres que habían sido inhumados en 1978 como NN.
Entre 1977 y 1984 Mabel Itzcovich estuvo exiliada en Italia, y a su regreso ejerció la crítica teatral, en diversos medios periodísticos, entre los que estaban Página 12, Sur y Clarín. También fue editora de la sección Política Internacional de la revista El periodista de Buenos Aires publicada por Ediciones de La Urraca.
Falleció en Buenos Aires el 29 de mayo de 2004.

## Premio
En el Festival Internacional de Cine de Mar del Plata de 1966 ganó el Premio al mejor guion, compartido con Edmundo Eichelbaum, Joe Goldberg, Beatriz Guido y Leopoldo Torre Nilsson por el filme El ojo que espía.

## Filmografía
Cámara
- El negoción (1958)

Adaptación
- El ojo que espía (1966)

Guionista
- Soy de aquí (cortometraje documental) (1965)

Directora
- Soy de aquí (cortometraje documental) (1965)